# Неоімпресіонізм
Неоімпресіоні́зм — течія в живописі. Неоімпресіонізм виник у Франції наприкінці XIX ст. Неоімпресіоністи використовували відкриття наукового кольорознавства й оптики для створення своїх картин, застосовували прийоми розкладання складних тонів на чисті кольори, систему письма дрібними мазками правильної форми — пуантилізм.

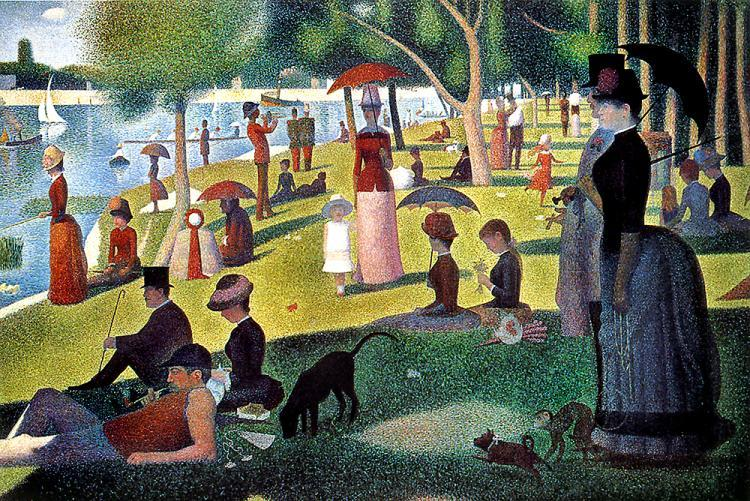
Жорж Сера
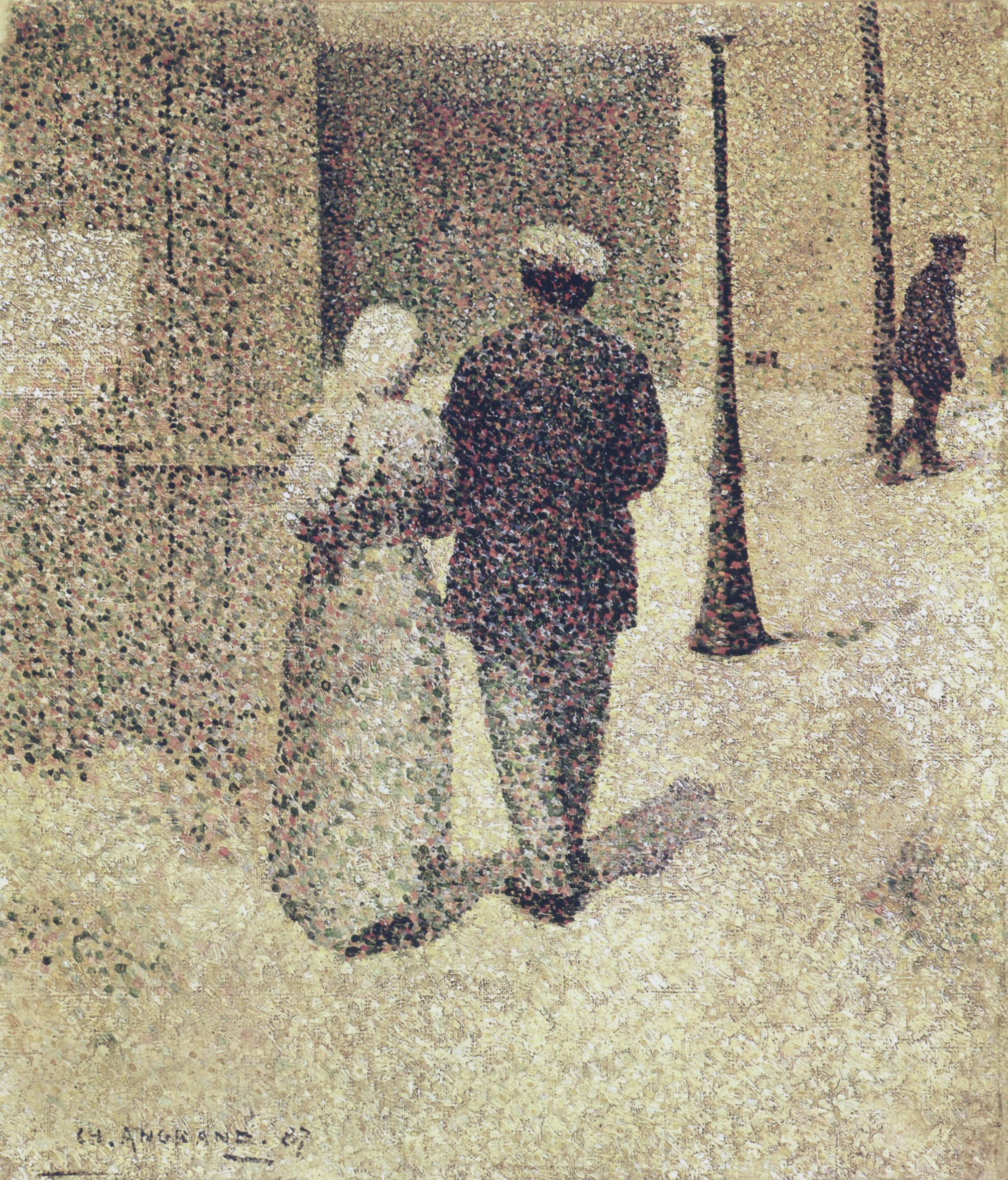
Шарль Ангран
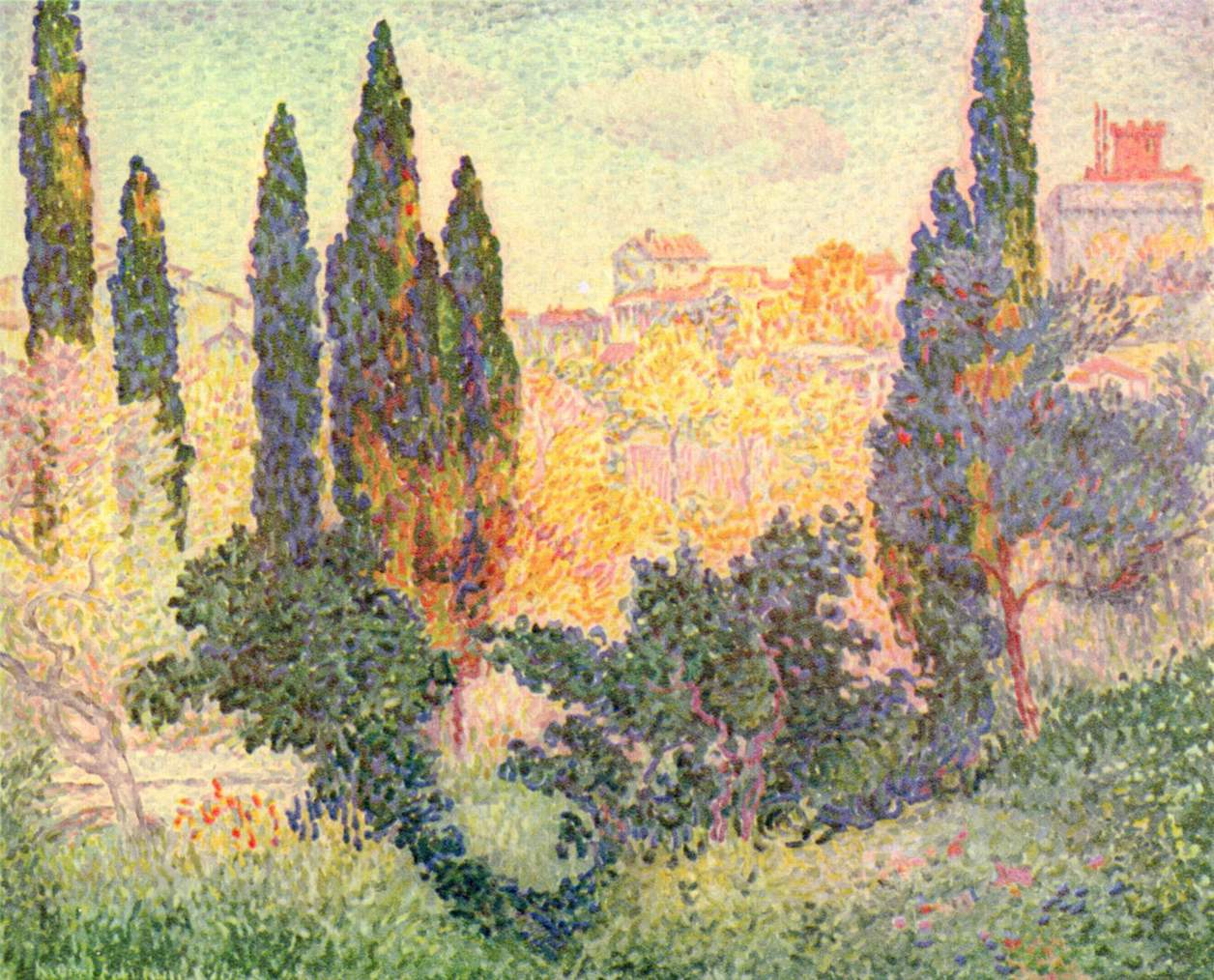
Анрі Едмон Кросс
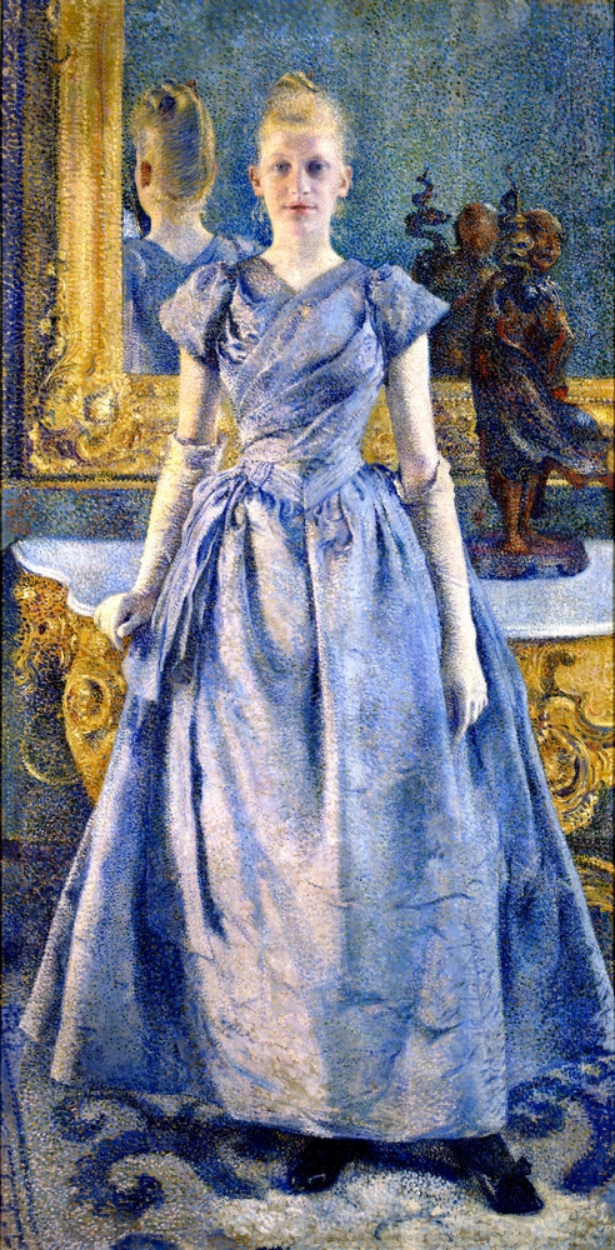
Тео ван Риссельберге

## Джерело
- Короткий енциклопедичний словник з культури. — К. : Україна, 2003. — ISBN 966-524-105-2.

| мистецтво | Це незавершена стаття з мистецтва. Ви можете допомогти проєкту, виправивши або дописавши її. |